# Zicrona
Genre
Zicrona est un genre d'insectes hémiptères du sous-ordre des hétéroptères (punaises) de la famille des Pentatomidae.

## Classification
Le genre Zicrona est décrit pour la première fois par les entomologistes français Charles Jean-Baptiste Amyot et Jean Guillaume Audinet-Serville en 1843.

### Publication originale
- Publication originale : Charles Jean-Baptiste Amyot et Jean Guillaume Audinet-Serville, Histoire naturelle des insectes. Hémiptères, Librairie encyclopédique de Roret, Paris, 1843, 657 p. (lire en ligne), p. 86

### Liste des espèces
Selon BioLib (28 juin 2016) :
- Zicrona americana Thomas, 1992
- Zicrona caerulea (Linnaeus, 1758)
- Zicrona hisarensis Chopra & Sucheta, 1984
- Zicrona murreensis Rana & Ahmad, 1988

Selon Fauna Europaea (28 juin 2016), une seule espèce peut être rencontrée en Europe :
- Zicrona caerulea (Linnaeus, 1758)